# U19籃球聯盟
U19籃球聯盟（又名優十久籃球聯盟，U19 League），成立於2019年，由財團法人福康文教基金會主辦，旨在為19歲以下的青少年提供一個專業的籃球競賽平台。聯盟與中華民國國民小學體育總會（全國小學籃球錦標賽主辦單位）合作，支持並舉辦與青少年籃球相關的各類活動，促進台灣籃球基層發展。

## 宗旨與活動
聯盟致力於發掘和培養台灣年輕籃球選手，通過舉辦聯賽和各類訓練活動，增強青少年和兒童的自信心，並鼓勵親子共同參與籃球運動。其主要活動包括：
- 聯盟比賽與錦標賽：舉辦年齡分級籃球比賽，提供青少年及兒童展現籃球才藝的舞台，透過比賽與經驗分享，建立專業競技環境。
- 社區籃球俱樂部球隊：經營大台北地區青少年進階球隊，為球員提供固定訓練和比賽機會，並促進校隊與俱樂部球隊交流合作。
- 分齡籃球基礎訓練：提供個人訓練課程和冬夏令營，並依年齡分級設置適合的訓練課程[3]。

## 歷屆U19籃球聯盟賽事統計
| 屆數   | 比賽年份 | 主要賽事組別                     | 參賽人次 |
| ------ | -------- | -------------------------------- | -------- |
| 第一屆 | 2020年   | U10, U11, U12, U13 (8~13歲)      | 201名    |
| 第二屆 | 2021年   | U10, U12, U14 (8~14歲)           | 188名    |
| 第三屆 | 2022年   | U10, U11, U12, U14, U15 (8~15歲) | 600名    |
| 第四屆 | 2023年   | U10, U11, U12, U13, U15 (8~15歲) | 約1400名 |

自2020年舉辦首屆賽事以來，規模逐年擴大。截至2024年，U19籃球聯盟已邁入第五屆，預賽隊伍達84支，其中包括33支校隊與51支俱樂部性質球隊，並設有國小及國中組別。

## 賽制與規則
U19籃球聯盟的賽制參照美國國家大學體育協會NCAA籃球聯賽，採用邀請制進行複賽。並特定年齡組別的比賽規則規定，不能進行區域防守，旨在培養選手的個人技能與團隊配合。

## 相關賽事
U19籃球聯盟也參與和舉辦其他重要賽事：
- 2024 Galaxy Cup銀河盃台北站：由U19籃球聯盟與「引爆籃球訓練」團隊共同舉辦。[7][8]
- 2024 全國小學籃球明星賽：由中華民國國民小學體育總會主辦，U19籃球聯盟協辦。[9]

## 社區俱樂部與訓練
聯盟也積極經營社區籃球俱樂部，並提供每週固定訓練與比賽，讓年輕球員在賽場上鍛煉實力。目前，大台北地區有信義Heat與台北Mamba兩支球隊。

## 外部連結
- 官方網站 （页面存档备份，存于）
- YouTube上的U19籃球聯盟頻道 （页面存档备份，存于）
- U19籃球聯盟的Facebook專頁
- U19籃球聯盟的Instagram帳戶
- U19籃球聯盟的TikTok帳戶 （页面存档备份，存于）